# Lagoa (Praia)
Lagoa é uma aldeia da localidade da Praia, Concelho de Santa Cruz da Graciosa, ilha Graciosa, arquipélago dos Açores.
Esta aldeia encontra-se na orla costeira da localidade da Praia, próxima da Baía da Lagoa, frente ao Ilhéu da Praia.